# Charles Binamé

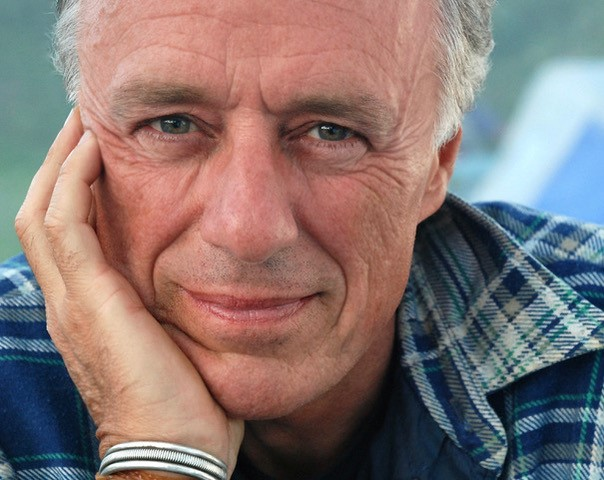
Charles Binamé

Charles Binamé (* 25. Mai 1949 in Herve, Belgien) ist ein belgisch-kanadischer Filmregisseur und Drehbuchautor in Québec.

## Leben und Karriere
Binamé kam 1956, im Alter von sieben Jahren, mit seiner Familie von Belgien nach Montreal, wo er aufwuchs. Seine Eltern hatten bis 1961 kein Fernsehgerät. 1971 begann er als Regieassistent Erfahrungen zu sammeln. Während der 1970er Jahre machte er Fernseh-Dokumentarfilme, etwa über Pierre Vallières und Denis Vanier. Er führte bei Fernsehwerbungen in Québec und in England Regie, wo er zwei Jahre lang, Mitte der 1980er, lebte.
1993 wurde seine Fernsehserie Blanche, mit Pascale Bussières in der Hauptrolle, mit Preisen ausgezeichnet und gewann eine goldene FIPA beim International Audiovisual Program Festival in Cannes und sieben Gémeaux Awards. Der Film C'était le 12 du 12 et Chili avait les blues mit Lucie Laurier wurde beim Sundance Film Festival gezeigt, und Eldorado wurde 1995 bei der Director's Fortnight bei den Internationalen Filmfestspielen von Cannes vorgestellt. Die Serie Marguerite Volant aus dem Jahr 1996 gewann eine silberne FIPA in Biarritz und vier Gémeaux Awards in Montreal.
1998 folgte Streetheart (Le Cœur au poing) und 2000 La Beauté de Pandore, bei denen er auch das Drehbuch verfasste. Sein Liebesdrama Séraphin: un homme et son péché (2002) mit Karine Vanasse, Pierre Lebeau und Roy Dupuis liegt auf Platz zwei der finanziell erfolgreichsten Produktionen aus Québec und war beim Prix Jutra und Genie Awards erfolgreich. 2004 filmte Binamé erstmals in englischer Sprache und zwar die Fernsehminiserie H20, den Fernsehfilm Jagd nach Gerechtigkeit (Hunt for Justice), sowie einen Dokumentarfilm über den kanadischen Regisseur Gilles Carle.
Maurice Richard (2005), ein dramatischer Sportfilm über den gleichnamigen kanadischen Eishockey-Nationalhelden, erhielt durchwegs positive Kritiken und Auszeichnungen der Hauptdarsteller Roy Dupuis, Julie LeBreton und Stephen McHattie. 2007 gewann Binamé den Genie Award für die Beste Regie in Maurice Richard. Der Film erhielt neun dieser Preise bei dreizehn Nominierungen. Wiederholt arbeitete Binamé mit den Schauspielern seiner Heimat Pascale Bussières, Rémy Girard und Roy Dupuis zusammen. Im Jahr 2007 feierte er 35 Jahre hinter der Kamera zu stehen.

## Filmografie

### Regisseur
- 1974: Juste pour partir le monde
- 1990: Un autre homme
- 1993: Blanche (Fernsehserie)
- 1994: C'était le 12 du 12 et Chili avait les blues
- 1995: Eldorado
- 1996: Marguerite Volant (Fernsehminiserie)
- 1998: Streetheart (Le Cœur au poing)
- 2000: La Beauté de Pandore
- 2002: Gauvreau ou l'obligation de la liberté
- 2002: Séraphin: un homme et son péché
- 2004: H2O (Miniserie)
- 2005: Jagd nach Gerechtigkeit (Hunt for Justice)
- 2005: Maurice Richard
- 2011: Internet-Mobbing (Cyberbully, Fernsehfilm)

### Drehbuchautor
- 1995: Eldorado
- 1998: Streetheart (Le Cœur au poing)
- 2000: La Beauté de Pandore
- 2002: Séraphin: un homme et son péché

### Schauspieler
- 1981: Les Fils de la liberté (Fernsehminiserie)

## Auszeichnungen
- 1993: gewann Charles Binamé einen Gémeaux Award für die beste Regie und eine Golden FIPA in Cannes für Blanche.
- 1996: Nominierung für einen Genie Award für die beste Regie in Eldorado.
- 1998: gewann er beim Internationalen Filmfestival Karlovy Vary einen Kristallglobus und den Preis für die beste Regie für Streetheart (Le Cœur au poing).
- 1998: gewann er beim Vancouver International Film Festival für das beste kanadische Drehbuch für Streetheart (Le Cœur au poing), geteilt mit Monique Proulx.
- 2003: gewann er einen Gemeaux Award für die beste Regie für den Dokumentarfilm Gauvreau ou l'obligation de la liberté.
- 2004: gewannen er und Lorraine Richard einen Golden Reel Award bei den Genie Awards für Séraphin: Un homme et son péché.
- 2005: Nominierung durch die kanadische Regisseursgilde (Directors Guild of Canada) für einen DGC Craft Award für H2O.
- 2006: Nominierung für einen Prix Jutra für die beste Regie in Maurice Richard.
- 2007: gewann Binamé bei der Verleihung der 27. Genie Awards für die beste Regie in Maurice Richard.